# روبر گوفن
روبر گوفن (به فرانسوی: Robert Goffin) ۲۱ مه ۱۸۹۸ – ۲۷ ژوئن ۱۹۸۴) نویسنده و شاعر قرن نوزدهم میلادی اهل بلژیک بود.